# Antonio Arias Fernández

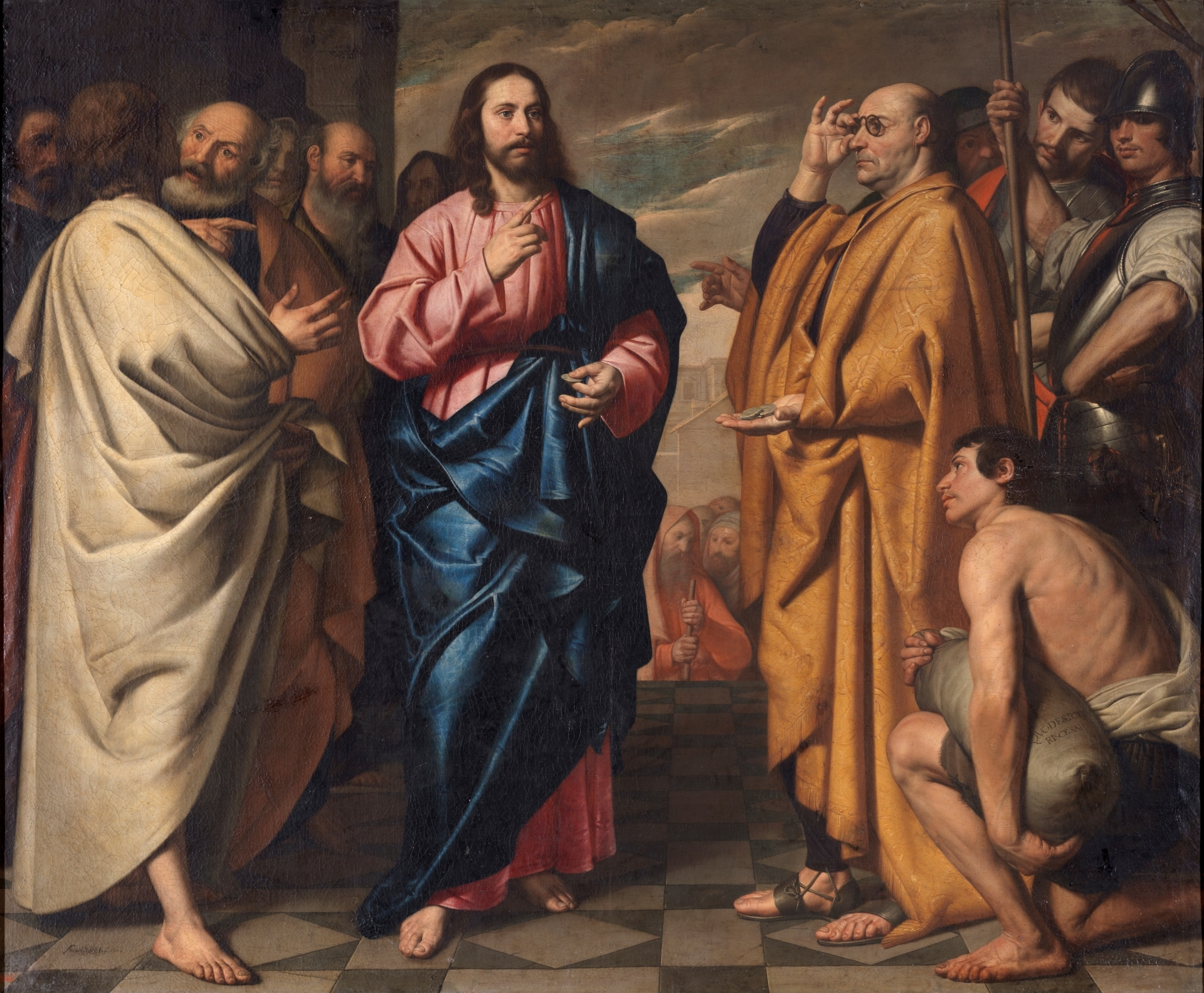
La moneda del César, 1646. Óleo sobre lienzo, 191 x 230 c. Madrid, Museo del Prado

Antonio Arias Fernández (Madrid, c. 1614-Madrid, 1684), pintor barroco español. Dentro de la escuela madrileña su estilo se singulariza por un gusto muy personal por las formas rotundas y una gran maestría en la caracterización de sus personajes, sobre todo en la expresión de los rostros. El modelado escultórico de las figuras, la paleta de colores claros y cierto naturalismo remiten a la obra de Juan Bautista Maíno, mientras que algunas de sus vírgenes recuerdan modelos zurbaranescos. Con el tiempo sus composiciones irán resultando más arcaicas, apegado a formulismos escurialenses e incapaz de adaptarse a las nuevas tendencias del barroco más decorativo.

## Biografía

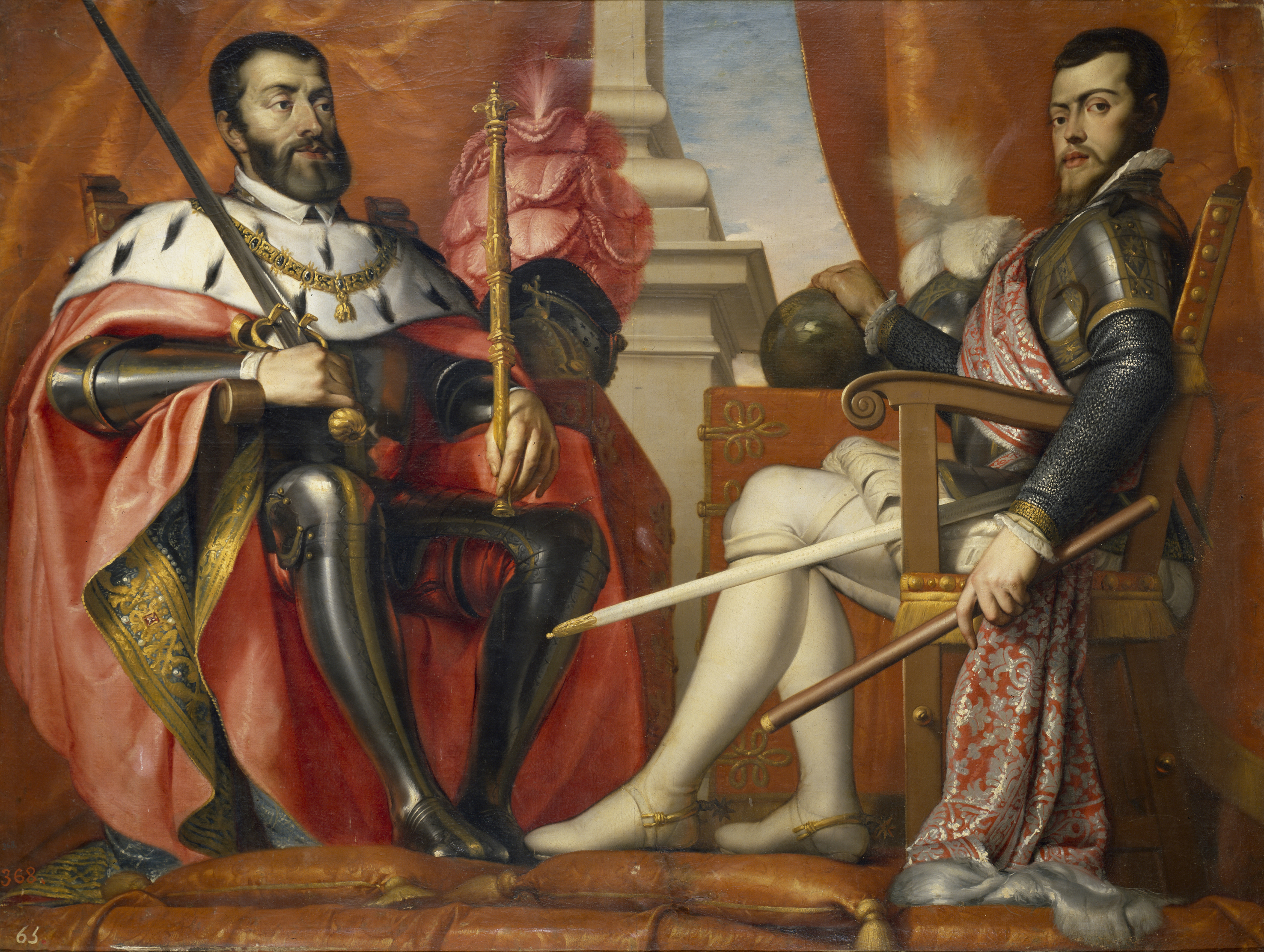
Carlos V y Felipe II, óleo sobre lienzo, 160,5 x 214,5 cm, Madrid, Museo de Historia de Madrid, en depósito del Museo del Prado. Pintado en 1639-1640 para el Salón Dorado del Alcázar de Madrid dentro de una serie de reyes de España en la que colaboraron diversos pintores. Su ubicación en la parte alta de los muros explica el punto de vista bajo con el que están pintados.

Nacido en Madrid de padre gallego, se formó en el taller de Pedro de las Cuevas. Mostró una gran precocidad, pues según Antonio Palomino, a los catorce años recibió su primer encargo importante: el retablo de los carmelitas calzados de Toledo (perdido).
En septiembre de 1639 fue contratado junto con Pedro Núñez del Valle, Francisco Camilo, Francisco Rizi y Francisco Fernández para participar en la decoración del Salón Dorado del Alcázar de Madrid, con un lienzo cada uno de ellos. Dos años más tarde se habla de dos cuadros que ha de hacer para la alcoba de su magestad, que se encontraban entregados y colgados en su lugar en agosto de 1642. De ellos únicamente se conserva Carlos V y Felipe II, propiedad del Museo Nacional del Prado, que permaneció depositado en la Universidad de Granada con atribución a Antonio de Pereda hasta su reciente traslado al Museo de Historia de Madrid, habiéndose perdido el que representaba al rey Alfonso VI de Castilla con su madre, doña Urraca. Representados los monarcas sentados y en escorzo, atendiendo al lugar alto en que debía ir colocado, no desmerece en calidad de las obras realizadas por otros artistas con destino al mismo encargo, entre ellos el llamado Dos reyes de España de Alonso Cano, a quien en antiguos inventarios del viejo Alcázar estuvo también atribuido este lienzo. Sin embargo, Arias no volvería a trabajar para la Corte. 

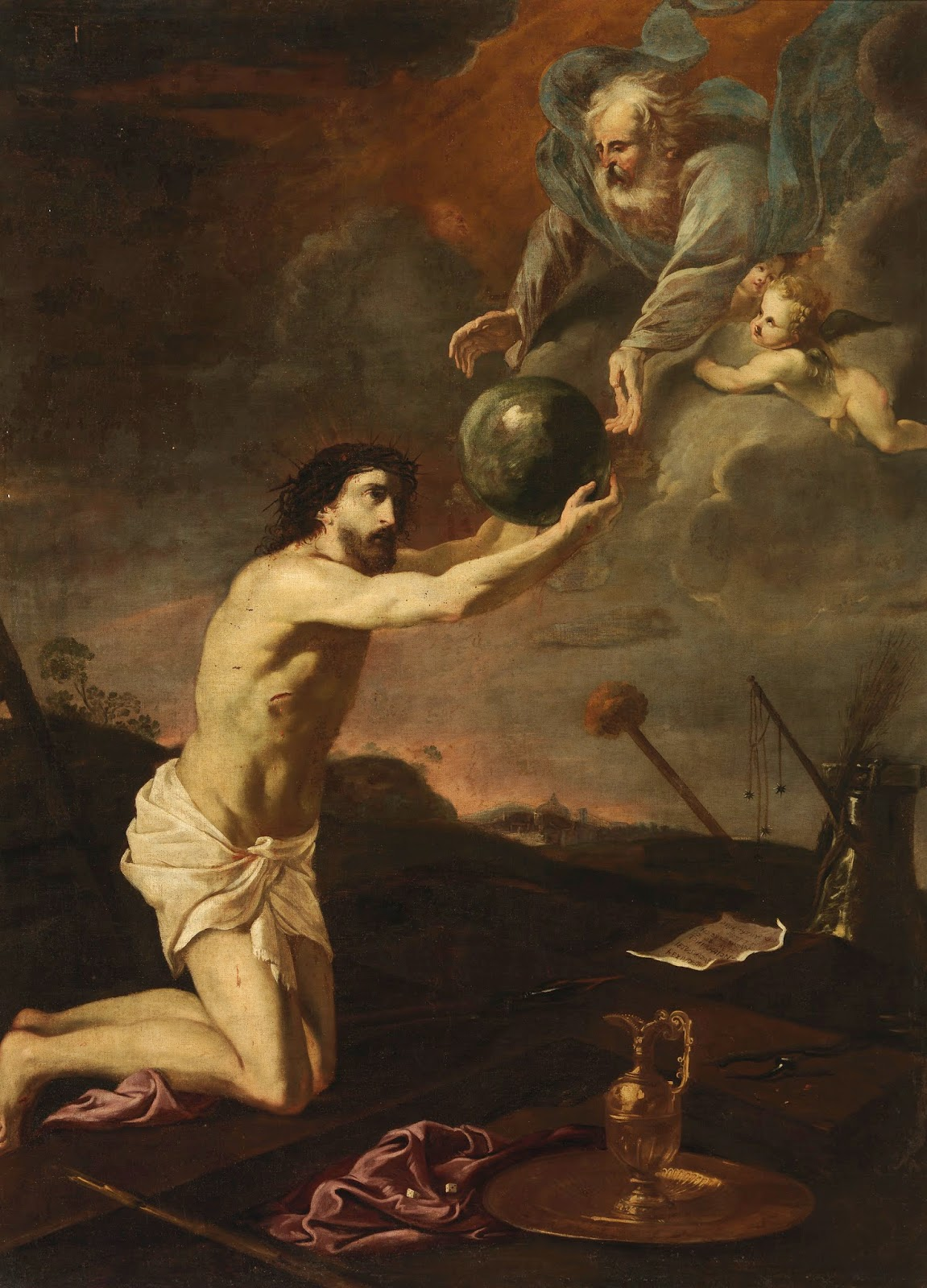
Jesucristo recibe el mundo de manos de Dios Padre, óleo sobre lienzo, 220 x 164 cm. Pintado hacia 1657 para el claustro del convento de San Felipe el Real. Madrid, Museo del Prado, depositado en la Basílica de San Francisco el Grande.

Siempre según Palomino, fue un artista de gran cultura, interesado en la música y la literatura, haciendo «muy gentiles versos castellanos, enriquecidos con muy buenas noticias de las fábulas, e historias», además de jovial y cortés, buen amigo de sus amigos. Hacia 1645 debía de encontrarse ya bien establecido y contar con cierto prestigio, al menos entre la clientela eclesiástica, pues disponía de taller propio con aprendices. Además podía completar sus ingresos con las tasaciones de pinturas de importantes colecciones, como la del almirante de Castilla en 1647 y el comercio americano.

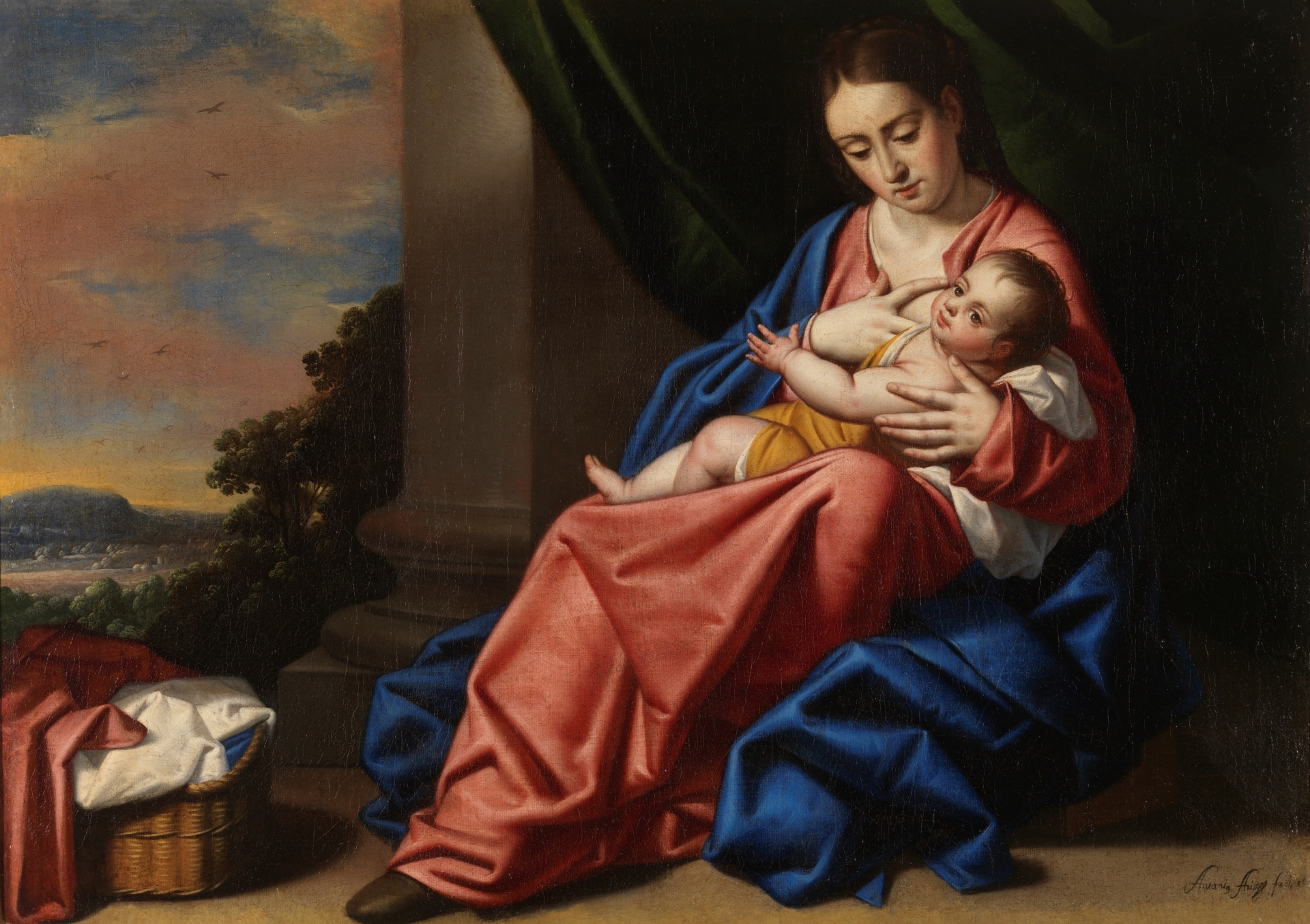
Virgen con el Niño, óleo sobre lienzo, 91 x 129 cm. Madrid, Museo del Prado

Es a esa clientela a la que se destina su producción compuesta casi exclusivamente por lienzos religiosos, ya sean de carácter íntimo o de grandes dimensiones y elaboración más compleja. Cronológicamente la primera obra de este género que de él se conoce es una Santa María Egipciaca de colección particular, obra interesante por presentar un desnudo femenino y que alguna vez se ha creído de Antonio Pereda a causa de la sequedad del dibujo de los ángeles niños que rodean a la santa, además de confundirse su asunto, interpretado como santa Rosalía por las flores derramadas en el suelo y las que llevan los ángeles niños. Está firmado en 1641 y lleva una inscripción latina en capitales tomada del Cantar de los Cantares, 2, 5: «ful[ci]te me floribus. stipate / me malis. amore langueo» (Confortadme con flores. Cubridme de manzanas, porque de amor languidezco), imagen que muy bien pudo tomar del emblema II de la III parte de los Afectos divinos con emblemas sagradas del padre Pedro de Salas, traducción editada en Valladolid en 1638 del Pia desideria de Herman Hugo, que con el mismo mote muestra al alma tendida y desmayada y al Amor divino derramando flores sobre ella.
También en 1641 se encuentra firmado el San Jerónimo azotado por los ángeles del Museo Arqueológico Nacional, cuadro recientemente incorporado al catálogo del pintor al proceder a su limpieza y quitarle el marco que ocultaba la fecha y la firma. La entonación general es sin duda deudora de Maíno y los ángeles niños emparentan también con los de la Santa María Egipciaca, tratándose como en aquél caso de un característico motivo de anacoretas o santos ermitaños, muy del gusto contrarreformista.
En 1645 está firmado el Cristo recogiendo sus vestiduras del convento madrileño de las Carboneras del Corpus Christi, claroscuro intensamente emotivo y de notable eficacia piadosa tratado con toques de minucioso naturalismo. Un año más tarde firma La moneda del César del Museo del Prado, procedente de la iglesia de Nuestra Señora de Montserrat de Madrid, su obra más conocida y en la que más se acusa la influencia de Maíno, de composición ordenada —«de buena factura pero sin espíritu propio», como la pintura académica francesa de su siglo según August L. Mayer— con predominio de los colores agrios. De estos años, en los que también intervino en el túmulo levantado en la iglesia de San Jerónimo el Real para las exequias por el alma del príncipe Baltasar Carlos, son la Virgen con el Niño del Museo del Prado y el San Antonio de Padua con el Niño Jesús de la antigua colección Plasencia de Bilbao, firmado y fechado en 1650. De 1656 es el San Agustín y Santa Mónica del Real Monasterio de Santa Isabel, que Ponz creyó de Alonso Cano, y quizá le pertenezca también el lienzo del altar frontero, dedicado a San Antonio Abad y San Pablo Ermitaño, figuras monumentales y algo rígidas en las que pervive todavía el modelo de altar con parejas de santos de la basílica del Monasterio de El Escorial. Algo posterior es la serie de once pinturas de la Pasión de Cristo para el claustro alto del convento agustino de San Felipe. Los dos cuadros que de ella se conocen —Lavatorio, depósito del Museo del Prado en el Museo de Pontevedra, y Cristo con la cruz a cuestas encuentra a la Verónica, depositado en el convento de San Pascual— presentan los mismos rasgos característicos: figuras monumentales de perfiles bien definidos y composición severa. El Descendimiento o Virgen con Cristo muerto en los brazos y san Juan de la capilla de las monjas del monasterio de Santa María de Carbajal de León, convento de monjas carvajalas, que Ceán Bermúdez calificó «de gran mérito», lleva la fecha de 1658 y fue pintado por encargo del músico y amigo de pintores Lázaro Díaz del Valle para su enterramiento en el convento leonés en el que había profesado una hermana suya. Obra de las más emotivas de su producción es, a la vez, adaptación de un primitivo esquema flamenco que se remonta a Quinten Massys y una obra muy personal en el tratamiento escultórico de las figuras y el colorido intenso.
Su actividad en estos años es intensa, también como tasador, alcanzando una holgada situación económica. Lo confirman los documentos de concierto de segundas nupcias (1660) y la generosa dote que otorga en 1662 a una hija de su primer matrimonio, Úrsula, que quizá sea la mencionada por Palomino como pintora ella misma. El inventario de sus bienes, con ocasión del segundo matrimonio, corrobora, además, lo que afirma Palomino de sus aficiones, encontrándose entre éstos varios instrumentos musicales y un número considerable de libros, entre ellos los de Serlio, Palladio y Vitrubio, la «simetría» de Durero y los Diálogos de la pintura de Carducho.
A partir de este momento, sin embargo, las noticias escasean. En 1668 fallece su segunda esposa, doña Leonor Ordóñez, que lo deja por heredero diciendo «quisiera que fuera de mucha importancia para que tuviera mucho descanso con ello», lo que podría aludir a alguna enfermedad. En cualquier caso, la única obra firmada en estos años finales es el San Antonio Abad de las madres Mercedarias de don Juan de Alarcón, fechado en 1675, que conserva plenamente los rasgos característicos de su pintura, ya francamente arcaicos, repitiendo incluso en volumen y gesto el de la Santa Mónica pintada veinte años atrás para el monasterio de Santa Isabel. Se explicaría así el declinar de sus últimos años, al que alude Palomino, hasta morir en la más absoluta miseria en el Hospital General de Madrid (1684).